# Jacques Stas
Jacques Stas (Luik, 6 februari 1969) is een voormalig basketballer en basketbalcoach.

## Carrière
Stas maakte zijn debuut voor Castors Braine in 1988 en speelde bij de club tot in 1992. In 1992 ging hij spelen voor Racing Mechelen tot aan de fusie in 1995, hij volgde de club niet mee naar Antwerpen. Met Mechelen werd hij kampioen en won de beker in 1993 en 1994. Hij maakte de overstap hierna terug naar Castors Braine waar hij tot 1996 speelde en Speler van het jaar werd. In 1996 ging hij spelen voor Spirou Charleroi waarmee hij vijf keer landskampioen werd in 1997, 1998, 1999, 2003 en 2004 en driemaal de beker won. In 1999 werd hij voor een tweede keer uitgeroepen tot speler van het jaar.
Hij speelde van 1989 tot 2004 voor de nationale ploeg en speelde in die periode 76 interlands voor België.
Na zijn spelerscarrière werd Stas assistent-coach bij Spirou Charleroi van 2005 tot 2010. Van 2010 tot 2014 was hij bij de club aan de slag als sportief directeur. In 2014 werd hij benoemd tot hoofdcoach en vervulde die functie tot in 2016 wanneer hij werd opgevolgd door zijn assistent Pascal Angillis. Hij was ook een tijdje aan de slag als sportief directeur bij het Franse Antibes Sharks. Van 2005 tot 2016 was hij aan de slag als assistent van de nationale ploeg onder Eddy Casteels en sinds 2016 is hij er sportief directeur.

## Erelijst

### Als speler
- Belgisch landskampioen: 1993, 1994, 1997, 1998, 1999, 2003, 2004
- Belgisch bekerwinnaar: 1993, 1994, 1999, 2002, 2003
- Speler van het jaar: 1996, 1999

### Als assistent-coach
- Belgisch landskampioen: 2008, 2009
- Belgisch bekerwinnaar: 2009

### Als sportief directeur
- Belgisch landskampioen: 2010, 2011
- Frans kampioen tweede klasse: 2013